# Anomalie excentrique

Diagramme montrant diverses anomalies d'une ellipse.

Pour les articles homonymes, voir anomalie.
Dans la description de l'orbite képlérienne d'un objet céleste, l'anomalie excentrique, en général notée E, est l'angle entre la direction du périapside et la position courante d'un objet sur son orbite, projetée sur le cercle exinscrit perpendiculairement au grand axe de l'ellipse, mesuré au centre de celle-ci. 
Dans le diagramme ci-contre, c'est l'angle zcx. z est le périapside, p la position de l'objet, s le foyer de son orbite elliptique, c le centre de l'ellipse. Le point x est obtenu en projetant p sur le cercle exinscrit, perpendiculairement au grand-axe de l'ellipse.

## Utilité
Bien que n'ayant pas de réalité physique (on ne mesure pas cet angle, mais l'anomalie vraie v, représentant l'angle zsp entre la position réelle  p du corps orbitant et celle de son périastre z), l'anomalie excentrique présente un réel intérêt, en permettant notamment d'établir une relation relativement simple entre la distance r de l'objet au foyer s de la trajectoire et le temps t, sous la forme d'une équation paramétrique, c'est-à-dire que l'on ne dispose pas de la relation exacte {\displaystyle r(t)}, mais d'une double relation entre r et E, et entre t et E. a étant la demi-longueur du grand axe de la trajectoire elliptique, on a d'une part :
{\displaystyle r=a(1-e\cos(E))}
D'autre part, la relation entre anomalie excentrique E et anomalie moyenne M est :
{\displaystyle E-e\sin(E)=M}
L'anomalie moyenne étant facile à calculer à partir du temps t, on en déduit l'anomalie excentrique E en fonction du temps. On procède généralement par itérations, en partant de E = M et en exécutant cinq fois de suite l'instruction d'affectation {\displaystyle E:=M+e\sin(E)}.
Les relations entre anomalie excentrique E et anomalie vraie v sont :
{\displaystyle \cos(E)={\frac {x}{a}}={\frac {e+\cos(v)}{1+e\cos(v)}}}
{\displaystyle \sin(E)={\frac {y}{b}}={\frac {{\sqrt {1-e^{2}}}\,\sin(v)}{1+e\cos(v)}}}
Inversement, on a :
{\displaystyle \cos(v)={\frac {\cos(E)-e}{1-e\cos(E)}}}
{\displaystyle \sin(v)={\frac {{\sqrt {1-e^{2}}}\sin(E)}{1-e\cos(E)}}}
{\displaystyle \tan \left({\frac {v}{2}}\right)={\sqrt {\frac {1+e}{1-e}}}\tan \left({\frac {E}{2}}\right)}
Ces dernières relations permettent d'obtenir l'anomalie vraie à partir de l'anomalie excentrique.